# Rommert Casimir
Rommert Casimir (Kollum, 29 september 1877 - Voorburg, 13 maart 1957) was een Nederlands opvoedkundige en onderwijsvernieuwer.

## Biografie

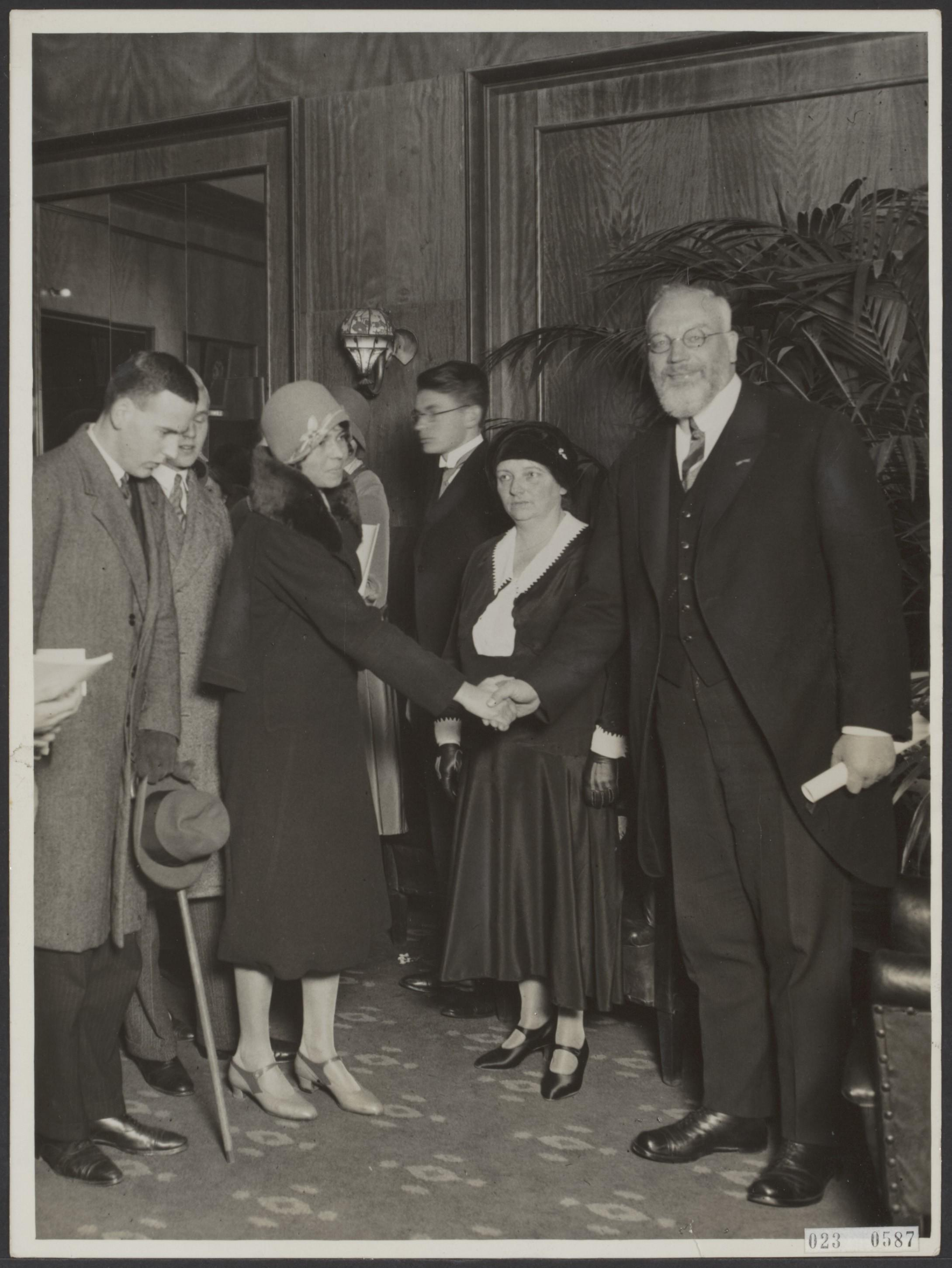
Casimir bij zijn afscheid van het Nederlandsch Lyceum (1930)

Zijn vader, een marskramer, overleed toen hij een half jaar oud was, maar dankzij zijn moeder en oudere broers, waaronder de latere architect Bonne Kazemier, kon hij de opleiding aan de gemeentelijke kweekschool te Groningen volgen. In zijn tijd als kwekeling droeg hij bij aan Baknieuws. Hij was vervolgens onderwijzer en leraar aan de kweekschool en studeerde intussen wijsbegeerte en psychologie aan de Rijksuniversiteit Groningen (doctoraal in 1910).
In 1906 vertrok hij naar Den Haag om, mede op voorspraak van Jan Ligthart, de stichting van een nieuw soort school voor te bereiden. In 1909 kwam deze school, het Nederlandsch Lyceum tot stand. Casimir bleef tot 1930 rector van dit eerste lyceum in Nederland. Van 1918 tot 1947 was hij bijzonder hoogleraar in de opvoedkunde aan de Rijksuniversiteit Leiden, van 1935 tot 1947 tevens bijzonder hoogleraar in de empirische psychologie.
Casimir was van huis uit gereformeerd, maar werd al jong remonstrant omdat hij de voorbestemming niet kon accepteren. Politiek gezien behoorde hij tot de Vrijzinnig Democratische Bond, waarvoor hij nooit een publieke functie vervulde. Hij schreef een groot aantal artikelen over onderwijs en opvoeding, maar ook over andere onderwerpen, waaruit een encyclopedische kennis blijkt. Een aantal van deze artikelen is gebundeld in Opbouw en Voor school en leven. Zijn krantenartikelen zijn beschikbaar via Delpher. Met Jozef Emiel Verheyen redigeerde hij de Pedagogische Encyclopedie. In 1950 kreeg hij een eredoctoraat van de Rijksuniversiteit Gent.
Casimir woonde aan de Wassenaarseweg, maar moest tijdens de oorlog naar Voorburg verhuizen. De hongerwinter bracht hij door in zijn buitenhuis "de Holterhoek" bij Groenlo. Daar gaf hij les aan ondergedoken leerlingen van gesloten kleinseminaries, voornamelijk boerenzoons, die hem van extra voedsel voorzagen.
Rommert Casimir was de vader van de natuurkundige Hendrik Casimir.

## Vernoemd
Het Rommert Casimir Institute of Developmental Psychopathology from a Cultural and Educational Perspective aan de Universiteit Leiden is naar hem genoemd evenals enkele lagere en middelbare scholen
Het Lorentz Casimir Lyceum te Eindhoven is vernoemd naar Hendrik Lorentz en Rommert Casimir.

## Selectie uit het werk van Rommert Casimir
- Lessen in letterkunde, Kluwer, Deventer, 1909
- Beknopte geschiedenis der wĳsbegeerte, Wereldbibliotheek, Amsterdam, 1910
- Over domheid, 2 dln., Hollandia-Drukkerij, Baarn, 1910
- Zelf aan 't stuur : een bundel toespraken, Ploegsma, Zwolle, 1916
- Hoe beoefent men wijsbegeerte, Wolters, Groningen, 1920
- Wĳ en de wereld, Becht, Amsterdam, 1927
- Opbouw : een bundel verzamelde opstellen, Wolters, Groningen, 1927
- Langs de lĳnen van het leven, Becht, Amsterdam, 1927
- Met de telegraaf naar de oorden der oudheid, reisbrieven van prof Casimnir, 1928
- Het Nederlandsch Lyceum van 1909 tot 1934, Wolters, Groningen, 1934
- De psychische structuur der democratie, Assen, 1937
- Met J.E. Verheyen, Paedagogische encyclopaedie, Groningen, Wolters, 1941
- Voor school en leven : verzamelde opstellen van R. Casimir, Wolters, Groningen 1949
- Geschiedenis der opvoeding en opvoedkunde. Antwerpen, Sikkel, 1949
- Gesprek der opvoeders: een liber amicorum voor R. Casimir. Amsterdam, Wereldbibliotheek, 1952

## Portretten

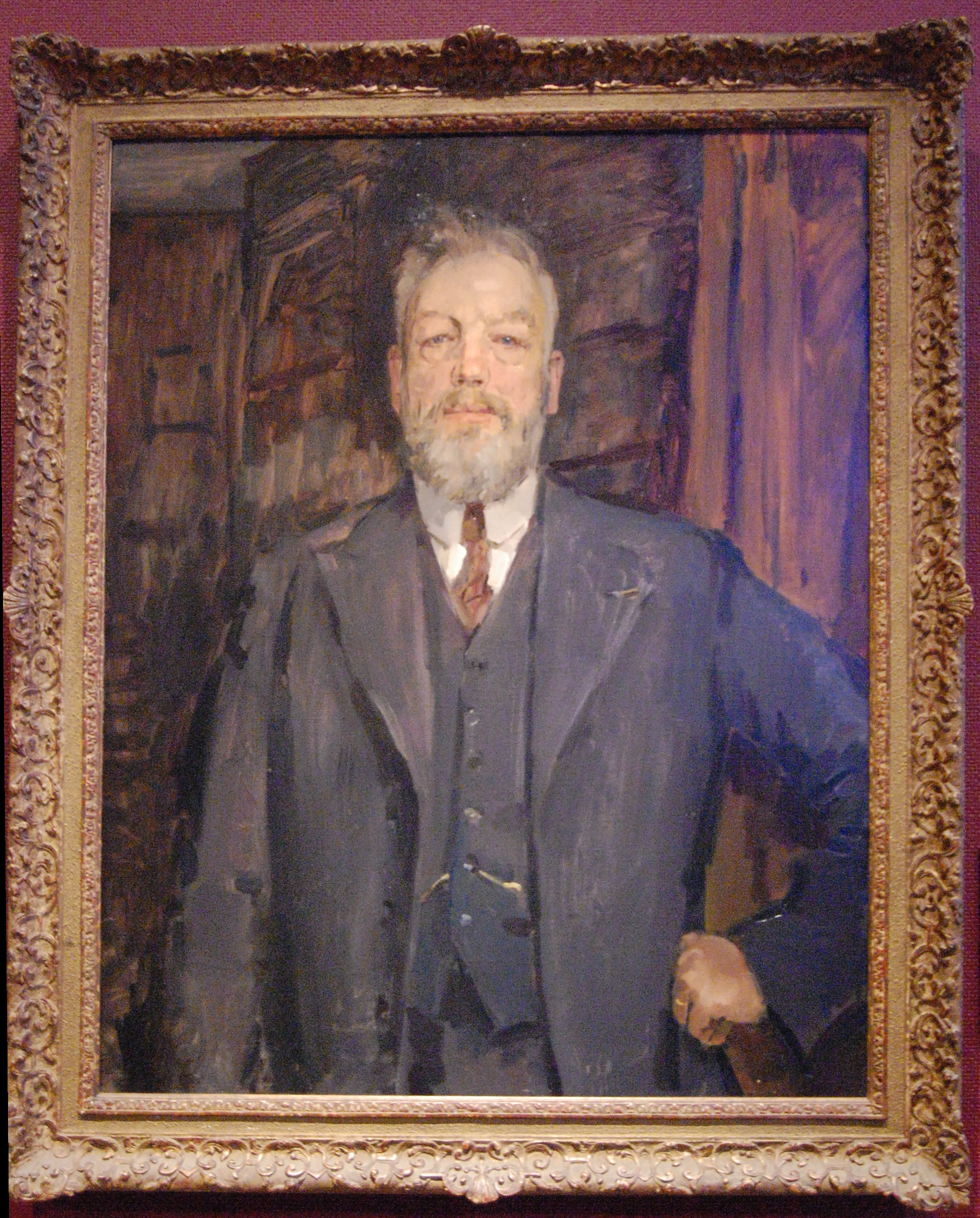
Portret van Casimir door Isaac Israëls

Er zijn twee portretten bekend van Casimir, een portret door Georg Rueter en een portret door Isaac Israëls.
Ter ere van het vertrek van Casimir als rector van het Nederlandsch Lyceum werd hem in april 1931 tijdens de feestelijkheden in het City Theater in de Venestraat aangeboden een portret te laten maken. De keuze viel op Isaac Israëls, die toen aan de Koninginnegracht woonde. Israëls ging bij Casimir op bezoek en enkele uren later was het portret klaar. Casimir en de opdrachtgeefster Anna Ahn waren tevreden, maar anderen vonden het te vluchtig geschilderd. Het schilderij heeft nooit op school gehangen. Later hing het bij Casimir toen hij in Voorburg woonde. Het schilderij, dat in particulier bezit is, werd in 2012 geëxposeerd in het Haagse Historisch Museum.
Georg Rueter kreeg daarna opdracht een beter portret te maken. Met de trein reisde Rueter enkele keren van Slotervaart naar Den Haag om Casimir te portretteren. Het portret van Rueter werd op 27 mei 1931 onthuld. Het was een portret van een patriarch, niet van een onderwijsvernieuwer. Het portret kreeg een plaats in de aula van de school naast de bronzen buste van Lighthart.
Paul Gerretsen beschreef in het Jaarboek 2009 van de Geschiedkundige Vereniging Die Haghe hoe het portret van Rueter gevonden werd bij het huisvuil en toevallig gezien en herkend werd door een oud-leerlinge. Zo ging het niet verloren.